# Nepalganj
Nepalganj o Nepalgunj, è una città del Nepal occidentale di circa 60 000 abitanti capoluogo del Distretto di Banke nella provincia di Lumbini. 
La città si trova sui Monti Siwalik, vicino al confine con l'India.
Dista 360 km dalla capitale Katmandu alla quale è collegata da una camionabile.